# Carangoides orthogrammus
Carangoides orthogrammus és un peix teleosti de la família dels caràngids i de l'ordre dels perciformes.

## Morfologia
Pot arribar als 75 cm de llargària total i als 6.610 g de pes

## Distribució geogràfica
Es troba des de les costes occidentals de l'oceà Índic fins al sud del Japó, Hawaii i Mèxic.